# Parque Estadual Serra do Aracá

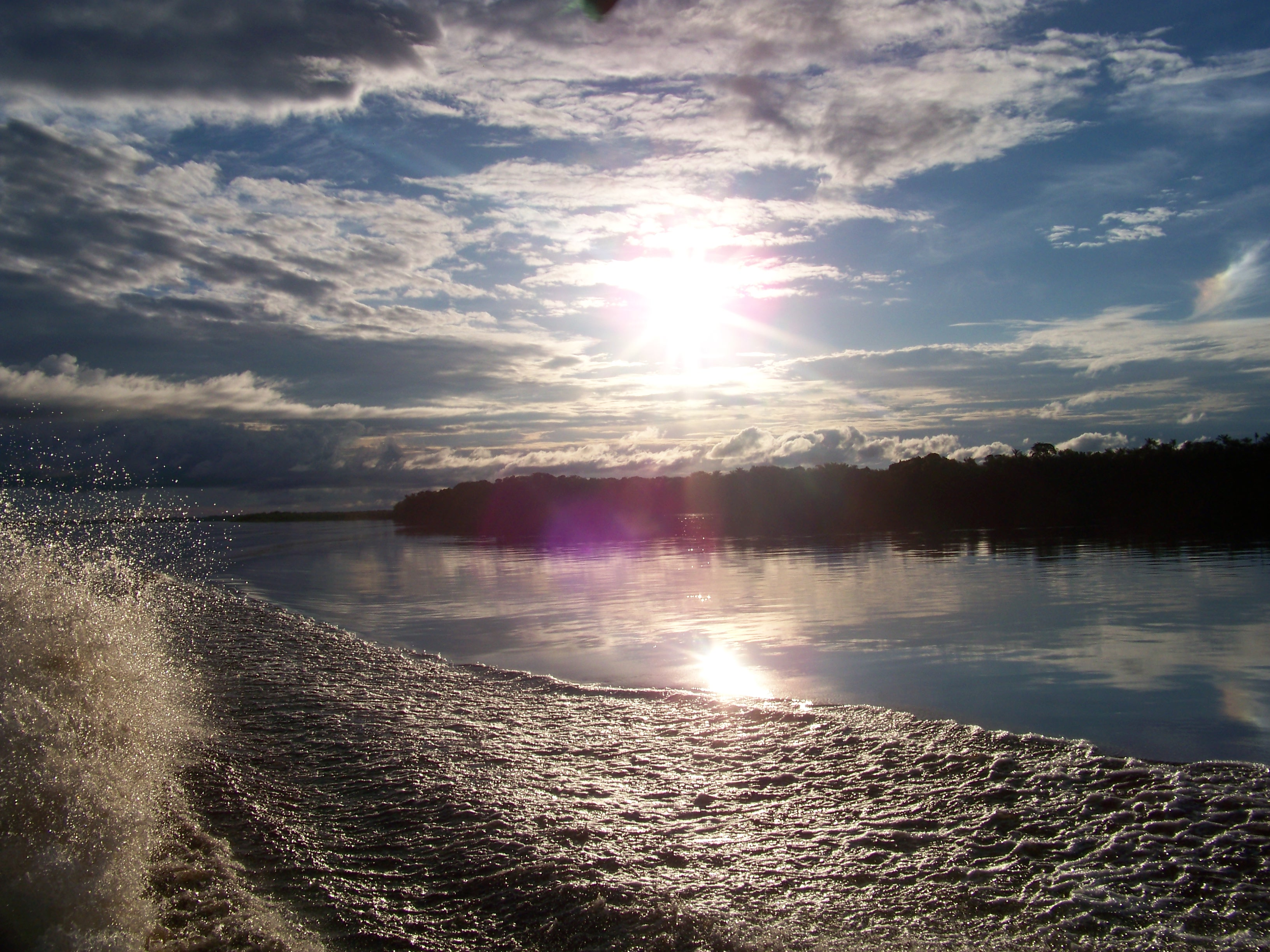
Nascer do sol no Rio Negro

O Parque Estadual Serra do Aracá (PAREST Serra do Aracá) fica no estado do Amazonas, Região Norte do Brasil, tendo sido criado em 1990, pelo Decreto 12.836, de 9 de março. Fica no município de Barcelos, ocupando uma área de 1.818.700 ha (18.187 km²), ou 15 % dos 122.475,728 km² de área do município. Vale ressaltar que Barcelos é o segundo maior município do Brasil, sendo menor em área apenas do que Altamira, com 159.695,938 km².
O parque recebe seu nome em virtude de um de seus afluentes, o Rio Aracá, onde também se encontra a queda d'água mais alta do Brasil, a Cachoeira do El Dorado, com quase 400 m.